# 第二次十字军东征
第二次十字军东征（1147年－1149年）是在第一次十字军东征成功占領耶路撒冷之后，为了响应耶路撒冷王國的请求與教廷號召，由路易七世和康拉德三世率领发起保衛聖地耶路撒冷的軍事行動。
1144年，由于塞尔柱突厥人于占领埃德薩，逼近第一次十字军东征建立的耶路撒冷王国。为了响应耶路撒冷王国的请求，由路易七世和康拉德三世率领下发起，從歐洲出發东征。出动较早的德意志十字军在小亚细亚被土耳其人击溃，實力大損。成功抵達聖地的十字軍以法軍為主力，但這些十字军部隊攻占大马士革的行動也落了空，因此此次远征未达到任何目的。
而後續反十字軍的穆斯林在埃及蘇丹薩拉丁的領導下獲得統一。西元1187年，薩拉丁所率領的穆斯林在哈丁戰役擊敗了十字軍，重新佔領耶路撒冷。兩年後，十字軍國家只剩下三個。之後為搶下被伊斯蘭教敘利亞的薩拉丁佔領的耶路撒冷，西歐國家引发了第三次十字军东征。

## 背景

### 第一次十字軍東征
1099年西歐基督教十字軍收復了淪陷四個多世紀的聖地耶路撒冷，建立了不屬於拜占庭而聽命於羅馬教廷的耶路撒冷王国。之後大約有四十多年保持相安無事。
一直到了1143年，耶路撒冷國王傳位第四代的年僅十二歲的鮑德溫三世繼位時，大臣與將領們以為他年幼好欺，而爭權奪利各樹黨羽，來自德、法、英、義、諾曼、希臘等地的各封建貴族彼此傾軋，聖地外圍藩籬的埃德薩、安提安也不服從聖地耶路撒冷的王命。而保衛聖地的兩大僧侶騎士團（醫院騎士團、聖殿騎士團）亦不受國王直接調遣。
另一方面是這些留駐的十字軍將士，許多都娶了當地阿拉伯與土耳其女性為妻而生下後代，同時在聖地得到封土，形成一個歐亞混血而相當有勢力的新貴族，這些歐洲貴族的後裔以出生於聖地而自豪，並且視其他新來的十字軍與朝聖者為威脅，彼此內亂不已、鬥爭不止。於是给予穆斯林反攻的機會:77。

### 埃德薩的陷落
伊斯蘭教勢力開始伺機反攻，先以平時無事的方式，由伊斯蘭教教士來往於敘利亞地區鼓動穆斯林反抗西欧基督教徒，其中伊斯蘭教的什叶派分支伊斯瑪儀派支系尼查里派（Nizari）的異端又組成秘密結社「暗殺團」/阿萨辛派來對付十字軍，而助長反基督教的宣傳。這個地區的穆斯林反基督教心理成熟時，摩蘇爾與阿勒坡地區的首領贊吉，就領軍攻打十字軍佔領的埃德薩，在1144年尾，不到一個月就攻陷取得聖地北藩這個基督教封建領地，而使耶路撒冷大為震撼。伊斯蘭教反攻奪回失土埃德薩，消息傳到西歐，人心憂慮，教廷又一次號召，而促成第二次十字軍東征:78。

## 聖伯爾納鐸的號召
這次十字軍與所有歷次十字軍的任務都不同，在於保衛聖地，由於伊斯蘭教反攻奪回失土埃德薩，消息傳到西歐之後造成基督教徒們憂慮，使得教廷发布诏书《Quantum praedecessores》而促成第二次十字軍東征。由修道院長聖伯爾納鐸到西歐各國進行遊說，結果說動了法王路易七世與神聖羅馬帝國的康拉德三世。
1147年春，日耳曼的6萬十字軍先出發進入拜占廷之後，因大雨犯濫淹死很多十字軍，又因粗暴掠奪、軍紀不良遭希臘人忌恨，被嚮導欺騙而迷路，糧食飲水不足而餓死渴死，途經城市也遭閉門拒供糧食，或以高價詐欺與食物中下毒，最後又中希臘嚮導詭計，而在尼西亞陷入土耳其軍埋伏包圍傷亡慘重，連康拉德本人也中箭負傷。於是，這年冬天耶誕節後法國十字軍25萬人來接應，並嘲笑日耳曼十字軍的敗績之後，康拉德就率殘部退回君士坦丁堡了。
1148年春，法國十字軍也在小亞細亞遇土耳其軍的埋伏而損失慘重，於是决定走海路前往安条克，但由于没有足够数量的船隻，其余的部队只能由陆路前往安条克，途中艰难险阻，到达时军队损失惨重。路易七世與隨軍的王后埃莉诺率軍走海路抵達安条克城，因为這時的城主是埃莉诺的伯父所以受到熱烈接待。

## 大馬士革之圍
之後路易七世與康拉德三世在亞克港聚首，耶路撒冷國王鮑德溫三世派醫院騎士團與聖殿騎士團來此表示歡迎，三方面會師，決定暫緩用兵埃德薩而先攻大馬士革。這是一個十分愚蠢的錯誤戰略決定，大馬士革對於回教世界的重要性，遠超過埃德薩，土耳其絕對堅守而不可能輕易被攻陷。而此時十字軍兵力已損失很多，不得已而把朝聖者武裝起來。大馬士革的阿拉伯人一面嚴守防範，一面挑撥耶路撒冷軍與德、法軍的不和，前者把西歐來的十字軍又引入危境，德、法兩王認為這個仗已不能再打了，而自動解大馬士革之圍，退回耶路撒冷，次年（1149年）先後返回西歐。:80

## 其他影響
十字軍幫助葡萄牙王国在伊比利半島攻占里斯本，奠定了今日葡萄牙的疆域。

## 外部連結
- The Second Crusade and Aftermath （页面存档备份，存于） at the Internet Medieval Sourcebook